# Bulnesia rivas-martinezii
Bulnesia rivas-martinezii är en pockenholtsväxtart som beskrevs av G. Navarro. Bulnesia rivas-martinezii ingår i släktet Bulnesia och familjen pockenholtsväxter. Inga underarter finns listade i Catalogue of Life.